# Того Вест
Того Денніс Вест-молодший (англ. Togo Dennis West Jr.; нар. 21 червня 1942 — пом. 8 березня 2018) — американський юрист і державний службовець. З 1998 по 2000 рік він обіймав посаду міністра у справах ветеранів.

## Біографія
Закінчив Говардський університет (1965), отримав ступінь доктора права (1968).
Вест був помічником заступника генерального прокурора (1975–1977).
Головний юрисконсульт ВМС (1977–1979), головний юрисконсульт Міністерства оборони (1980–1981).
Працював міністром армії з 1993 по 1998 рік за президента Білла Клінтона.
У 2004–2006 роках — президент Об'єднаного центру політичних та економічних досліджень.